# 霍爾莫戈雷區

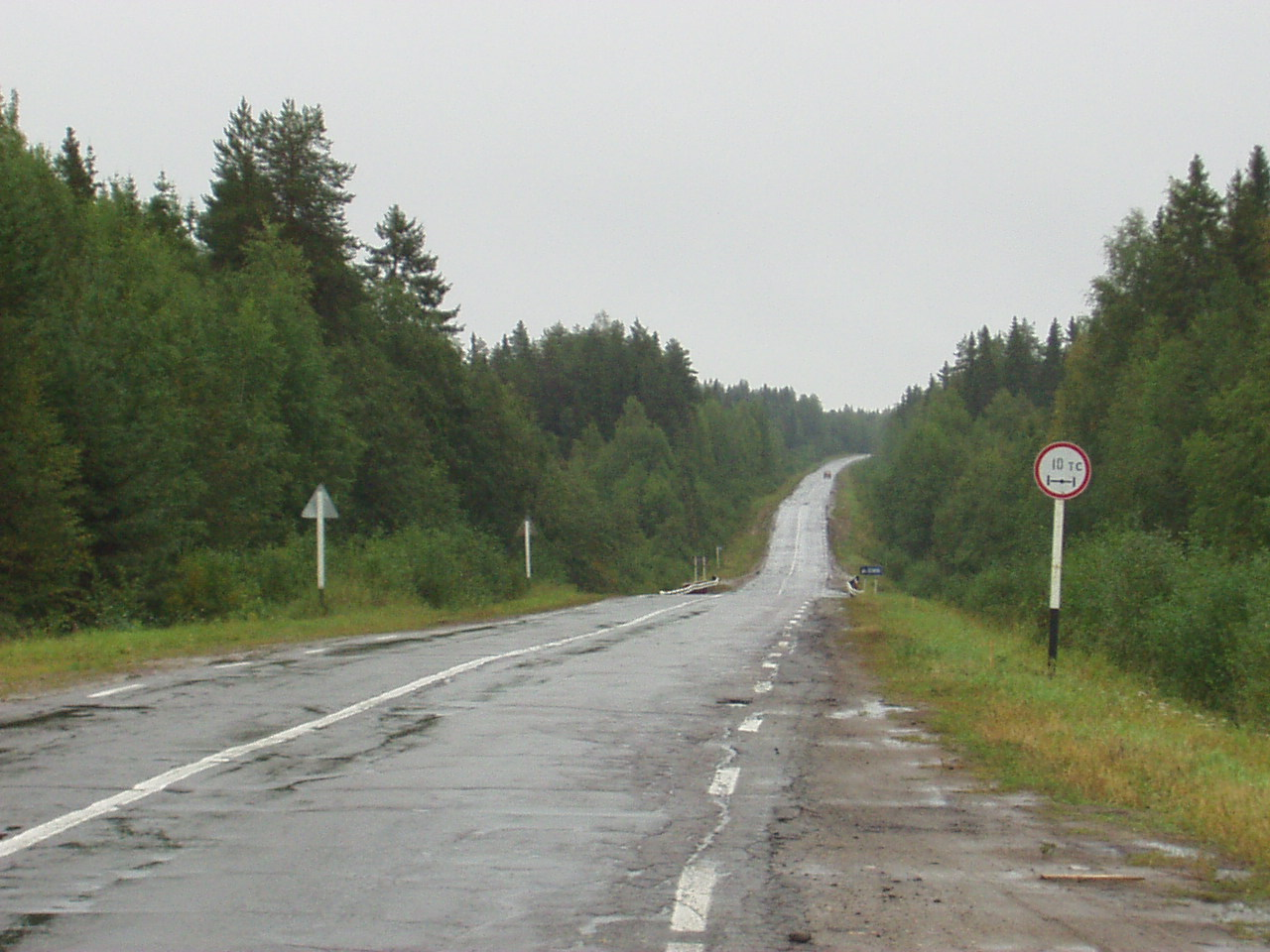

64°13′N 41°39′E / 64.217°N 41.650°E
霍爾莫戈雷區（俄语：Холмогорский район），是俄羅斯的一個區，位於該國西北部，由阿爾漢格爾斯克州負責管轄，始建於1929年7月15日，面積16,827平方公里，2010年人口25,061，人口密度每平方公里1.49人。